# Vesnický kostel (Rückersdorf)
Vesnický kostel v Rückersdorfu (německy Dorfkirche Rückersdorf či Kirche Rückersdorf), místní části města Neustadt in Sachsen, je sakrální stavba náležející Evangelicko-luterské církevní obci Lauterbach-Oberottendorf. Vesnický kostel byl do dochované podoby přestavěn roku 1767 po velkém požáru vsi.

## Historie
Rückersdorf byl založen patrně v průběhu 13. století a jako léno náležel míšeňskému biskupství. Z dochovaných pramenů nelze určit, zda měl v této době vlastní kostel nebo kapli. Jisté je, že ve středověku byl Rückersdorf farně příslušný k sousednímu Großdrebnitz. Samostatný farní kostel stál ve vsi nejpozději kolem roku 1500. Když byla roku 1559 ve vsi zavedena reformace, přešlo léno do vlastnictví saských kurfiřtů. V letech 1564, 1583 a 1676 prošel kostel rekonstrukcí. Při posledně uvedené úpravě byla zvětšena okna, nově vystavěna jižní stěna a kostel získal částečně nový mobiliář. Silná vichřice strhla roku 1660 polovinu střechy. Při stavebních úpravách roku 1722 byl nově zhotoven kůr a na něj umístěny nové varhany. Kostel byl poškozen během velkého požáru Rückersdorfu dne 16. listopadu 1766. Škody byly rychle opraveny a následujícího roku tak mohl být kostel nově vysvěcen. Zatím poslední rekonstrukce proběhla na počátku 21. století.
Kostel spolu se hřbitovem je chráněn jako kulturní památka s číslem 09253951. Spravuje jej Církevní obec Lauterbach-Oberottendorf. Pravidelné bohoslužby se konají podle aktuálního rozpisu.

## Popis
Jednolodní orientovaný sálový kostel je v jádru gotický, později renesančně a barokně upravovaný. Stojí na obdélníkovém půdorysu, vnější fasáda je prostá. Hlavní vchod je umístěný v jižní stěně. Polovalbová střecha je od roku 1885 krytá břidlicí. V přední části vybíhá sanktusník s korouhví. Ve zvonici visely původně dva zvony, velký nesl latinský nápis Anno Christi 1639 fecit Andreas Herold Dresdae. Protože se mezi oběma zvony objevila kvůli rozdílným tónům disharmonie, byly z nich roku 1885 ulity tři nové.
Kněžišti dominuje dřevěný hlavní oltář s kazatelnou z roku 1676, která nese latinský nápis Renatus Friedrich Longolius Auspice Christo conscendit primus rostra Deo haec. Vpravo od oltáře je umístěna patronátní lóže. Po stranách lodi stojí zdobená dřevěná empora. Varhany pocházejí z roku 1798, ty předešlé z roku 1722 zničil blesk.

## Okolí kostela
Kostel obklopuje ze všech stran hřbitov s pískovcovou ohradní zdí z roku 1885. Její výstavbu financoval místní rodák Gottlob Traugott Grützner. Před kostelem je umístěn památník obětem první světové války. Naproti přes ulici stojí fara z roku 1898.

## Galerie

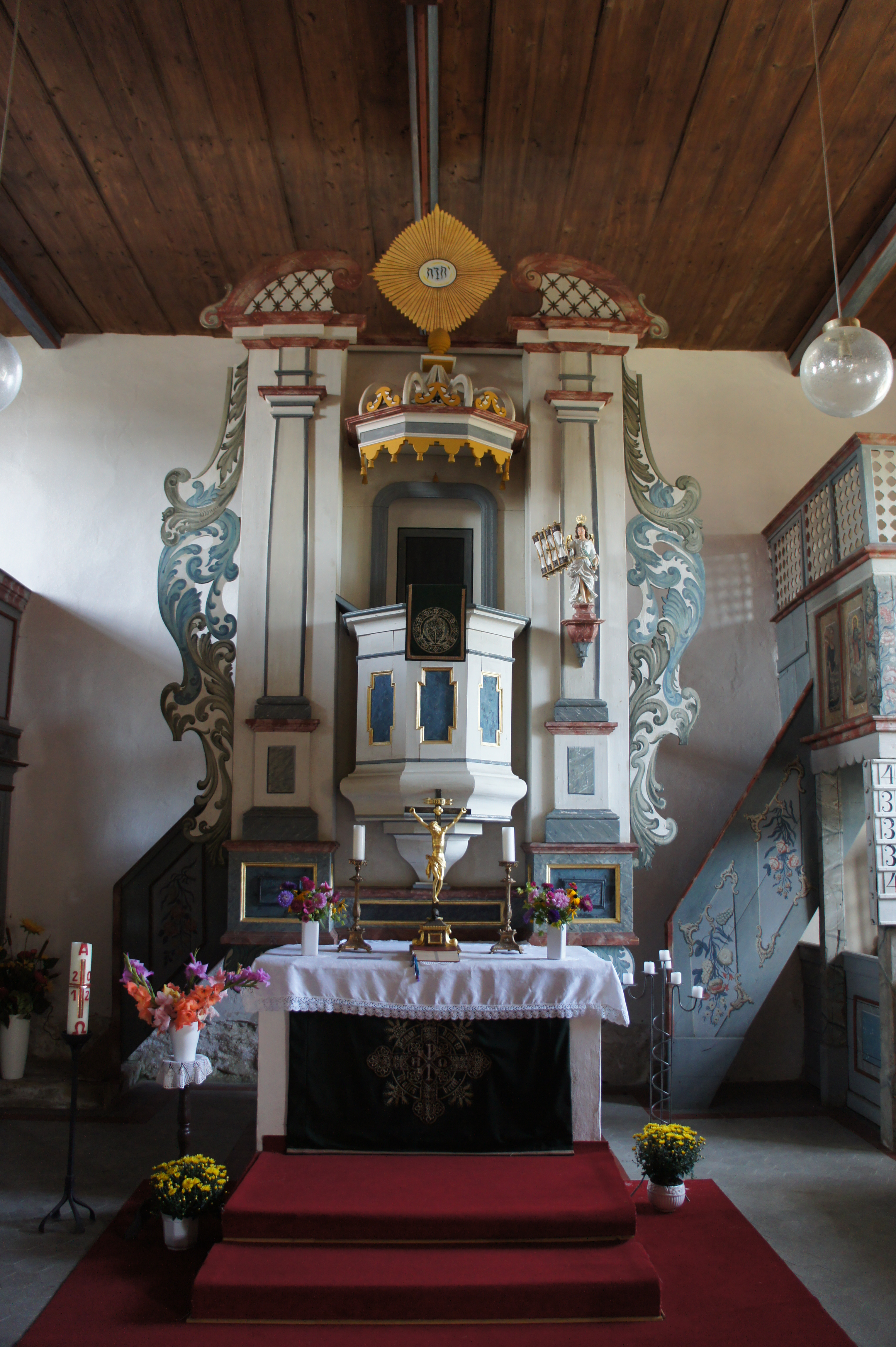
Oltář s kazatelnou
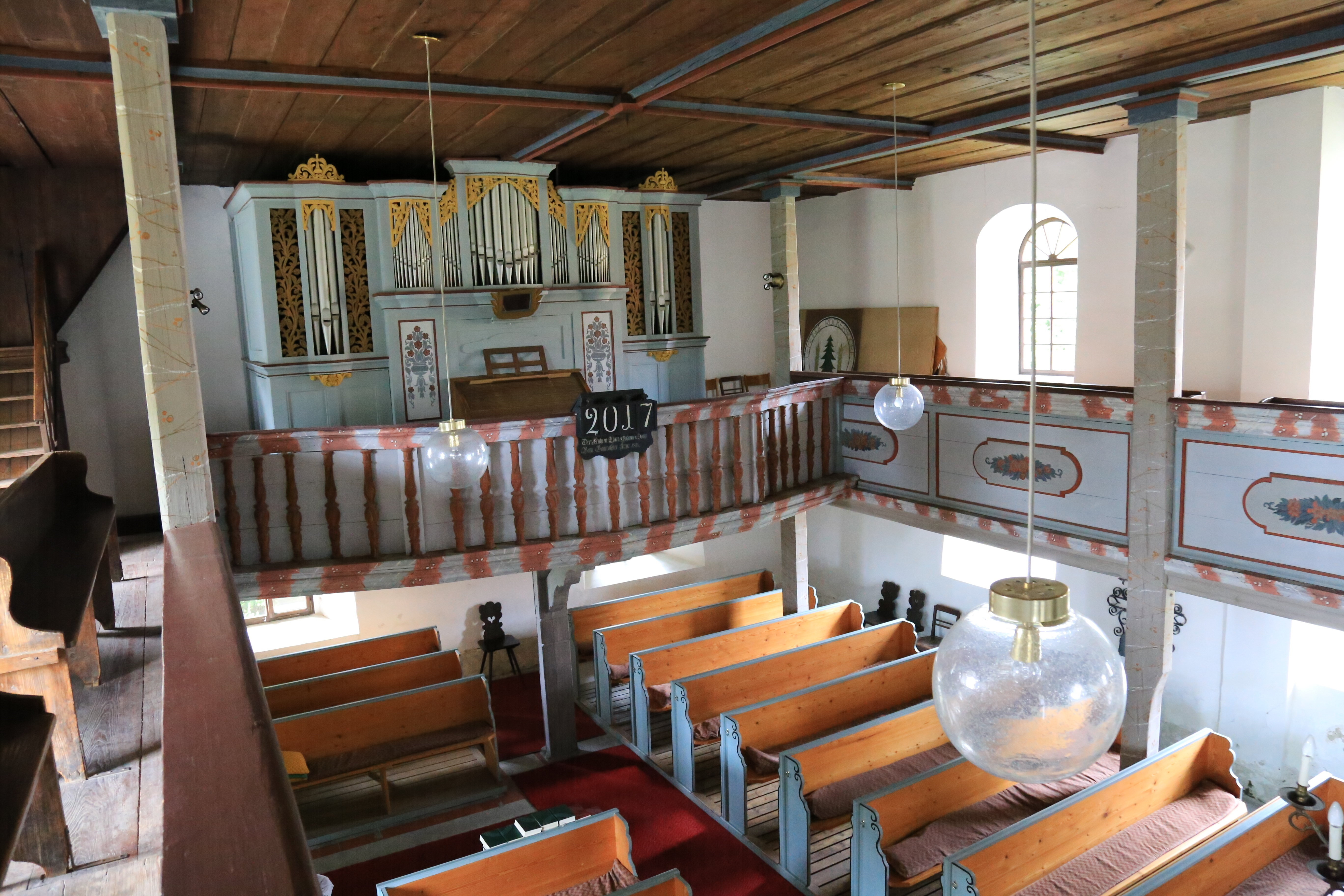
Empora s varhany
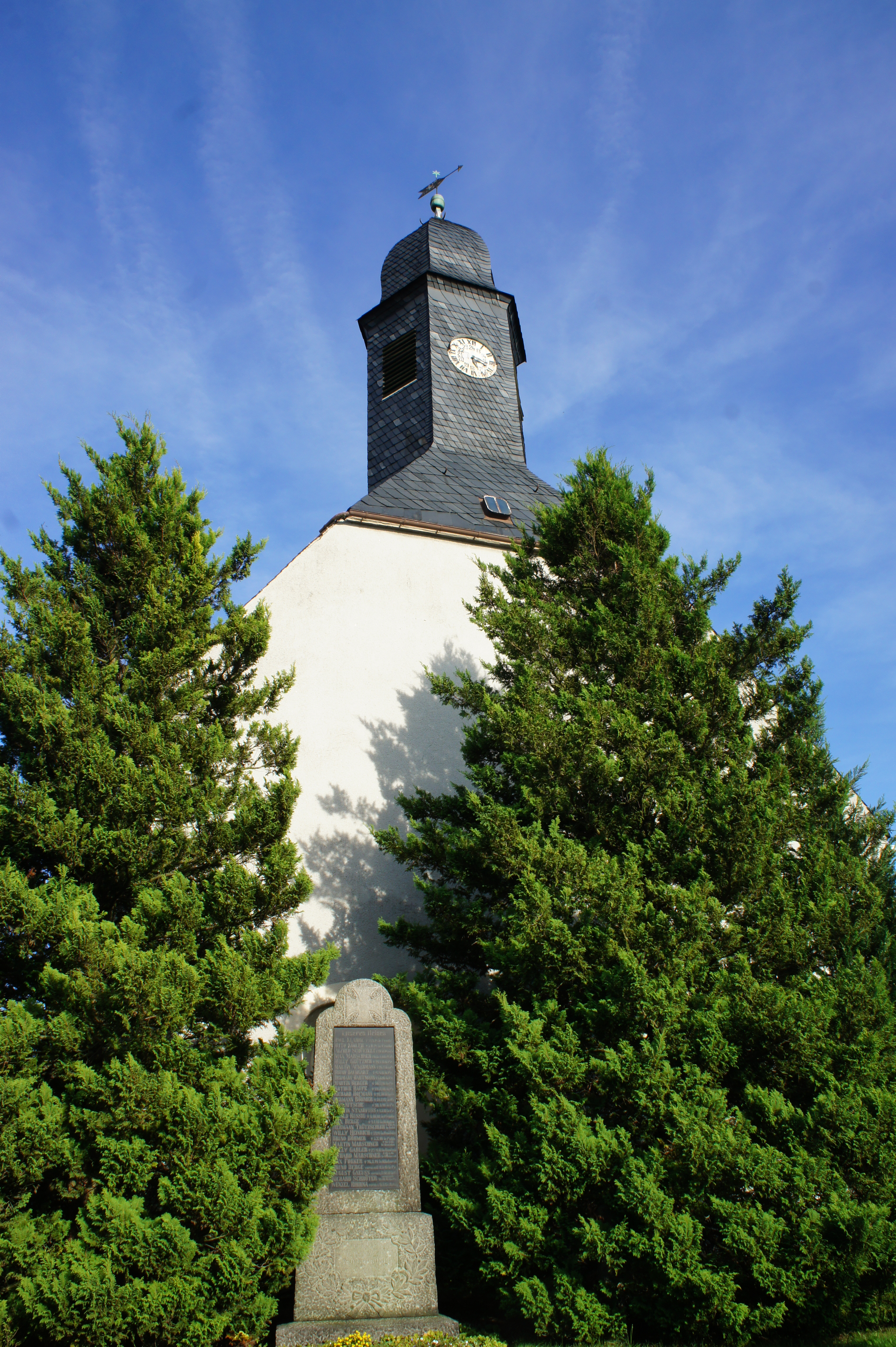
Západní stěna s památníkem